# Papegøje
Papegøjer er en orden af fugle, på latin kaldet Psittaciformes, med tre familier:
- Kakaduer (Cacatuidae).
- Egentlige papegøjer (Psittacidae), fx alexanderparakit, ara, dværgpapegøje og undulat.
- Uglepapegøjer (Strigopidae, syn. Nestoridae), fx kakapo, kea, kaka.

Der er inden for disse tre familier over 390 forskellige arter.
De mange arter af papegøjer lever i store dele af troperne og har desuden traditionelt været holdt som kæledyr i bur.
Papegøjer varierer meget i størrelse, fra de mindste spættepapegøjer, der blot måler omkring otte centimeter, til de største araer og grønne amazoner, der, med halefjer, har en længde på op mod en meter.
Den største blandt araerne, hyasintara, Anodorhynchus hyacinthinus, har et vingefang på 120-140 centimeter.
Karakteristisk for alle papegøjer er det kraftige næb, hvor overnæbbet krummer ned over det kortere undernæb.
De fleste papegøjer har farvestrålende fjerdragt. Deres stemmer er kraftige, skrattende og umelodiske. Enkelte arter er i stand til at efterligne mennesketale.